# 2275 Cuitlahuac
A 2275 Cuitlahuac (ideiglenes jelöléssel 1979 MH) a Naprendszer kisbolygóövében található aszteroida. Hans-Emil Schuster fedezte fel 1979. június 16-án. Névadója Cuitláhuac azték uralkodó.